# Plectaneia
Plectaneia é um género botânico pertencente à família Apocynaceae.